# Resolutie 1543 Veiligheidsraad Verenigde Naties
Resolutie 1543 van de Veiligheidsraad van de Verenigde Naties werd unaniem door de Veiligheidsraad van de Verenigde Naties aangenomen op 14 mei 2004, en verlengde de UNMISET-missie in Oost-Timor met een half jaar.

## Achtergrond
Nadat Portugal zijn kolonies losgelaten had, werd Oost-Timor eind 1975 na een korte burgeroorlog onafhankelijk. Korte tijd later viel Indonesië het land binnen en brak een oorlog uit, waarna Oost-Timor werd ingelijfd. In 1999 stemde Indonesië in met een volksraadpleging over meer autonomie of onafhankelijkheid, waarop het merendeel van de bevolking voor de tweede optie koos.

## Inhoud
Oost-Timor had in korte tijd grote vooruitgang geboekt bij de ontwikkeling van zijn infrastructuur, administratie, ordehandhaving en defensie. 's Lands Minister van Buitenlandse Zaken vroeg nu dat de UNMISET-missie met een jaar werd verlengd. Ook secretaris-generaal Kofi Annan beval een consolidatiefase van een jaar aan.
De Veiligheidsraad besloot het mandaat van UNMISET met zes maanden te verlengen en vervolgens een laatste keer nogmaals met zes maanden. De missie werd ook geleidelijk beëindigd en het mandaat aangepast tot volgende:
i. De openbare administratie en het justitiesysteem ondersteunen,
ii. De ontwikkeling van de ordehandhaving ondersteunen,
iii. De veiligheid en stabiliteit ondersteunen.
UNMISET zou bestaan uit 58 civiele adviseurs, 157 politieadviseurs, 42 militaire verbindingsofficieren, 310 militairen en een 125-koppige internationale reactie-eenheid.
Voorts was ook de strijd tegen straffeloosheid belangrijk. De Zware Misdaadeenheid moest tegen november 2004 al haar onderzoeken hebben afgerond en tegen 20 mei 2005 moesten de rechtszaken aanvangen.

## Verwante resoluties
- Resolutie 1473 Veiligheidsraad Verenigde Naties (2003)
- Resolutie 1480 Veiligheidsraad Verenigde Naties (2003)
- Resolutie 1573 Veiligheidsraad Verenigde Naties
- Resolutie 1599 Veiligheidsraad Verenigde Naties (2005)

Lijst ·  1522 ·  1523 ·  1524 ·  1525 ·  1526 ·  1527 ·  1528 ·  1529 ·  1530 ·  1531 ·  1532 ·  1533 ·  1534 ·  1535 ·  1536 ·  1537 ·  1538 ·  1539 ·  1540 ·  1541 ·  1542 ·  1543 ·  1544 ·  1545 ·  1546 ·  1547 ·  1548 ·  1549 ·  1550 ·  1551 ·  1552 ·  1553 ·  1554 ·  1555 ·  1556 ·  1557 ·  1558 ·  1559 ·  1560 ·  1561 ·  1562 ·  1563 ·  1564 ·  1565 ·  1566 ·  1567 ·  1568 ·  1569 ·  1570 ·  1571 ·  1572 ·  1573 ·  1574 ·  1575 ·  1576 ·  1577 ·  1578 ·  1579 ·  1580